# タチアナ・セルゲーエワ
タチアナ・セルゲーエワ（ロシア語: Татьяна Сергеева、Tatiana Sergeyeva、1951年11月28日 - ）はロシアの作曲家。タチヤナ・セルゲーエワという表記もある。

## 経歴
トヴェリの生まれ。モスクワ音楽院で作曲、ピアノ、オルガンを学ぶ。。

## 主要作品
- ソナタ（1982）
- スマロコフの詩によるアリア（メゾソプラノとピアノのための）（1984）
- ピサーレフの詩によるアリア（メゾソプラノとピアノのための）（1984）
- ダフネ（サクソフォン、チェロとオルガンのための）（1984）
- ピアノ協奏曲第２番（1985）
- ヴァイオリン、ピアノ、チェンバロとオルガンのための協奏曲（1989）
- タチアナ・コンスタンチノヴィ・トルスタヤの主題によるヴァイオリン、オルガン、サクソフォン、トランペットと２つのトロンボーンのための変奏曲（1991、1997）
- ヴァイオリンとオルガンのためのソナタ（1994）
- フアン・イダルゴの主題による４つのチェロのための変奏曲（1994）
- セレナード（1995）
- トロンボーンとオルガンのためのセレナード（1995）
- タチアナ・チェレトニチェンコの詩による歌曲集（1997）
- 黒いバラ（バヤン、ピアノ、ヴァイオリン、チェロと打楽器のための小品）（2001）
- ピアノ協奏曲第３番 （2002）
- 古の詩人たちの詩句による連作歌曲（メゾソプラノとピアノのための）（1993）
- ジャズミン（バヤンとピアノのためのタンゴ）（1998）
- 過去の夢（カール・ファウストの主題によるトロンボーンとピアノのためのパラフレーズ）（2003）
- ドムラとピアノのための４つの小品 - スケッチ（2003）/奇想曲（2004） /ロマンス（2005） /練習曲（2005）
- アルトサクソフォンとピアノのためのソナタ（2006）
- イニシャル（ドムラ・アルト、ロシア民族楽器楽団とピアノのための協奏曲）（2007）
- 夜の花（アコーディオンとピアノのための間奏曲）（2010）
- アマリリス（バヤンとピアノのための幻想曲）（2010）